# San Ginesio
San Ginesio é uma comuna italiana da região das Marcas, província de Macerata, com cerca de 3.797 habitantes. Estende-se por uma área de 77.72 km², tendo uma densidade populacional de 49 hab/km². Faz fronteira com Acquacanina, Camporotondo di Fiastrone, Cessapalombo, Colmurano, Fiastra, Gualdo, Ripe San Ginesio, Sant'Angelo in Pontano, Sarnano, Tolentino.
Faz parte da rede das Aldeias mais bonitas de Itália.

## Demografia
| Variação demográfica do município entre 1861 e 2011                               |
|                                                                                   |
| Fonte: Istituto Nazionale di Statistica (ISTAT) - Elaboração gráfica da Wikipedia |